# Llista de colònies europees a l'Àfrica
Llista de colònies europees a Àfrica. Inclou colònies, protectorats, enclavaments i places de sobirania, independències no reconegudes, bantustans, estats independents absorbits per una colònia, dominis i el règim sud-africà de l'apartheid. Cal notar que les colònies a Libèria, són realment colònies nord-americanes i no europees.
- Marroc
  - Protectorat espanyol del Marroc
    - República del Rif

  - Places de Sobirania
    - Ceuta
    - Melilla
    - Vélez de la Gomera
    - Illes Alhucemas
      - Penyal d'Alhucemas

    - Illes Chafarinas
    - Illa Perejil

  - Aguz
  - Alcáser Ceguer
  - Arzila
  - Mazagan
  - Azemor
  - Safim
  - Santa Cruz do Cabo de Gué
  - Mogador
  - Tafilalt
  - Protectorat francès del Marroc
  - Zona internacional de Tanger
  - Ifni
  - Cabo Juby
    - Sàhara-Sus (Sahara-Suz)
- Sàhara Occidental
  - Àfrica Occidental Espanyola
  - Río de Oro
  - Saguiet al-Hamra
  - La Agüera
  - Sàhara Espanyol
- Algèria
  - Bona
  - Bugia
  - Penyal d'Alger
  - Kel Ahagar
  - Constantina
  - Oran
  - Tuggurt
  - Sàhara Francès
  - Mascara
- Tunísia
  - Bizerta
  - Djerba
  - Tunis i la Goleta
  - Tabarka
  - Protectorat francès de Tunísia
- Líbia
  - Trípoli
  - República de Tripolitana
  - Djebel Nafusa
  - Cirenaica
    - Sanusiyya

  - Tripolitana
  - Fezzan
  - Ghadames
- Egipte
  - Companyia del Canal de Suez
  - Autoritat del Canal de Suez
- Sudan
  - Sudan Anglo-egipci
  - Dervixos
  - Lado
  - Bahr al-Ghazal
  - Província de Berber
  - Equatoria
  - Kordofan
  - Darfur
  - Takali
  - Dar al-Masalit
  - Dar Quimr
  - Funj de Sennar
  - Shilluk
  - Bari
- Eritrea
  - Masawa
  - Assab
  - Colònia d'Eritrea
  - Àfrica Oriental Italiana
  - Eritrea Britànica
  - Estat Federat d'Eritrea
- Djibouti
  - Obock
  - Somàlia Russa
  - Costa Francesa dels Somalis
  - Territori Francès dels Àfars i dels Isses
- Etiòpia
  - Àfrica Oriental Italiana
  - Terra dels Oromo
  - Scioa
  - Walayta
  - Bosha
  - Sheka
  - Limu-Enarya
  - Estat de Goma
  - Guma
  - Estat de Gera
  - Jima
  - Janjero
  - Kafa
  - Konta
  - Dauro
  - Harar
  - Wollo
  - Awsa
- Somàlia
  - Zeila
  - Somàlia Britànica
    - Mullah (al territori del Nugal)

  - Somàlia Italiana
  - Àfrica Oriental Italiana
  - Migiurtinia (Majeerteen)
  - Obbia (Hobyo)
  - Muqdisho (Mogadiscio)
  - Geledi
  - Warsangeli
  - Benadir
  - Oltre Giuba (Ultra Juba o Transjuba)
- Kenya
  - Companyia Imperial Britànica de l'Àfrica Oriental
  - Pate
  - Witu (Wituland)
  - Lamu
  - Mombasa
  - Àfrica Oriental Britànica
  - Colònia de Kenya
  - Protectorat de Kenya
- Tanzània
  - Àfrica Oriental Alemanya
  - Sultanat de Zanzíbar
  - Illa de Pemba
  - Mafia
  - Tanganika, Tanganyika o Tanganyka
- Uganda
  - Protectorat d'Uganda
    - Buganda
    - Toro o Toroo
    - Ankole
    - Bunyoro o Bunyoro-Kitara
    - Busoga
    - Rwenzururu

  - Protectorats de l'Àfrica Oriental Britànica i Uganda
  - Kenya i Uganda
  - Kenya, Uganda i Tanganyika
  - Kenya, Uganda, Tanganyika i Zanzibar
  - Kenya, Uganda i Tanzània
- Ruanda
  - Regne de Ruanda
  - Ruanda-Urundi
- Burundi
  - Regne de Burundi
  - Ruanda-Urundi
- Moçambic
  - Colònia de Moçambic
  - Àfrica Oriental Portuguesa
  - Kionga
  - Badia Delagoa
  - Lourenço Marques
  - Tete
  - Quelimane
  - Zambèzia
  - Inhambane
  - Companyia del Niassa
  - Companyia de Moçambic
  - Sultanat d'Angoche
  - Quitangonha
  - Sancul
  - Sangage
  - Maravi
  - Imperi de Gaza
  - Monomotapa o Mwenememutapa (Karanga)
  - Yao
  - Macondes
  - Macua o Makwa
  - Butua o Changamires
- Malawi
  - Protectorat del Riu Shiré
  - Protectorat dels Districtes de Nyasalàndia
  - Protectorat de l'Àfrica Central Britànica
  - Nyasalàndia (Nyassaland o Nyasaland)
  - Rhodèsia i Nyasalàndia
- Botswana
  - Betxuanalàndia
    - Betxuanalàndia Britànica (British Bechuanaland)
    - Protectorat de Betxuanalàndia
    - Concessió Tati
- Zimbàbue
  - Companyia Britànica de l'Àfrica del Sud
  - Zambèsia
    - Zambèsia del Sud
      - Maxonalàndia (Mashonaland)
      - Matabelàndia (Matabeland)
      - Manicalàndia o Manikaland

  - Rhodèsia (Protectorat de Rhodèsia, Nord i Sud)
    - Rhodèsia del Sud (colònia)

  - Zimbabwe-Rhodèsia
  - República de Rhodèsia
- Zàmbia
  - Zambèsia
  - Zambèsia del Nord
    - Barotselàndia o Lozi (Barotseland)
    - Kazembe

  - Rhodèsia (Protectorat de Rhodèsia, Nord i Sud)
    - Rhodèsia del Nord-oest
    - Rhodèsia del Nord-est

  - Rhodèsia del Nord (protectorat)
  - Rhodèsia i Nyasalàndia
- Sud-àfrica
  - Colònia del Cap de Bona Esperança
    - Colònia holandesa del Cap de Bona Esperança
    - Colònia britànica del Cap de Bona Esperança

  - Unió Sud-africana
  - República Sud-africana
  - Pondolàndia (Pondoland)
  - Tembulàndia (Tembuland)
  - KwaZulu
    - Regne Zulu)

  - Transoràngia
  - Sobirania del Riu Orange
  - Colònia del Riu Orange
  - Estat Lliure d'Orange
  - República de Zululand
  - Gordònia
  - Goshen

- - Graaff-Reinet
  - Klein Vrystaat
  - Klipdrift
  - Lydenburg
  - Niewe Republiek
  - Ohrigstad
  - Potchefstroom
  - República d'Utrecht
  - República de Natal (Natàlia)
  - Colònia de Natal
  - República de Transvaal
  - Colònia de Transvaal
  - Stellaland
  - Estats Units de Stellaland
  - Swellendam
  - Winburg
  - Zoutpansbergdorp
  - Bophuthatswana
  - Ciskei
  - Gazankulu
  - Kangwane
  - Ndebele
  - KwaZulu
  - Lebowa
  - QwaQwa
  - Transkei
  - Venda
  - Cafrària Britànica
  - Terra de la Reina Adelaida
  - Griqualàndia
    - Terra de Waterboer
    - Griqualàndia Occidental
    - Terres de Campbell
    - Terra de Cornelis Kok
    - Diggers (Klipdrift o República Lliure)
    - Philippolis o Terra d'Adam Kok
    - Griqualàndia Oriental

  - Illes del Príncep Eduard
- Lesotho
  - Basutolàndia (Basutoland)
- Namíbia
  - Lüderitz
  - Àfrica Sud Occidental Alemanya
  - Àfrica Sud Occidental
  - Upingtonia
  - Zambezilàndia Alemanya
  - Walvis Bay
  - Damaralàndia
  - Namaqualàndia
  - Hererolàndia
  - Ovambolàndia
  - Basterland
  - Franja de Caprivi
  - Bushmanland
  - Damaraland
  - Hereroland
  - Kaokoland
  - Kavangoland
  - Caprivi Oriental o Lozi
  - Namaland
  - Ovamboland
  - Rehoboth (bantustan) (Basters)
  - Tswanaland
- Swaziland
  - Suazilàndia
- Angola
  - Congo Portuguès
  - Cabinda
- República Democràtica del Congo
  - Estat Lliure del Congo
  - Congo Belga
  - Unió Minera de l'Alt Katanga
  - Kasai del Sud
  - Tippo-Tip
- Gabon
  - Establiments Francesos del Golf de Guinea
  - Establiments Francesos del Gabon
  - Gorée i dependències
  - Colònia de Costa d'Ivori-Gabon
  - Colònia de Congo i Gabon
  - Territori del Gabon
  - Territori del Congo Mitjà-Gabon
  - Colònia del Baix Congo-Gabon
  - Colònia del Gabon
  - Àfrica Equatorial Francesa
- República del Congo
  - Brazzaville
  - Missió Francesa de l'Oest Africà
  - Protectorat de l'Àfrica Equatorial Francesa
  - Congo Francès
  - Congo Mitjà-Gabon
  - Colònia del Congo Mitjà
  - Àfrica Equatorial Francesa
  - Territori del Congo Mitjà
- República Centreafricana
  - Dar al-Kuti (Rabah)
  - Bangassou
  - Rafai
  - Zemio
  - Mopoi
  - Alt Ubangui
  - Ubangui-Bomu
  - Alt Chari
  - Ubangui-Chari (colònia)
  - Ubangui-Chari-Txad
  - Territori de l'Ubangui-Chari
  - Àfrica Equatorial Francesa
- Txad
  - Sultanat de Baguirmi
  - Sultanat d'Ouadai (Wadai)
  - Dar Runga (sultanat)
  - Borku-Ennedi-Tibesti (BET)
  - Franja d'Aouzou
  - Territori de les Terres i Protectorats del Txad
  - Territori del Txad
  - Colònia del Txad
  - Àfrica Equatorial Francesa
- São Tomé i Príncipe
  - Colònia de São Tomé
  - Colònia de São Tomé i Príncipe
  - Illa de Príncipe
- Guinea Equatorial
  - Annobon
  - Elobey, Annobon i Corisco
  - Corisco (Cap Sant Joan i Corisco)
  - Port Clarence
  - Fernando Poo
  - Riu Muni
  - Guinea Espanyola
- Libèria
  - Cap Mesurado
  - Colònia de Libèria
  - Colònia d'Edina
  - Colònia de Maryland
  - República de Maryland
  - Greenville
  - Nova Geòrgia
  - Port Cresson
  - Bassa Cove
- Sierra Leone
  - Província de Llibertat-Granville Town
  - Companyia de Sierra Leone
  - Colònia de Sierra Leone
  - Territoris Britànics de l'Àfrica Occidental
  - Protectorat de Sierra Leone
  - Establiments Britànics de l'Àfrica Occidental
- Gàmbia
  - Gàmbia Curlandesa
  - Gàmbia Holandesa
  - Companyia Reial d'Aventurers a l'Àfrica
  - Fort Albreda
  - Gàmbia Francesa
  - Companyia Reial Africana
  - Companyia de Mercaders Comerciant a l'Àfrica
  - Senegàmbia Britànica
  - Colònia de Gàmbia (Gàmbia Britànica)
  - Protectorat de Gàmbia
- Ghana
  - Costa d'Or Anglesa
  - Companyia Reial Anglesa Africana
  - Costa d'Or Britànica
  - Companyia de Mercaders Comerciant a l'Àfrica
  - Colònia de Costa d'Or
  - Territoris Britànics de l'Àfrica Occidental
  - Establiments Britànics de l'Àfrica Occidental
  - Costa d'Or Sueca
  - Costa d'Or Danesa (o Guinea Danesa)
  - Companyia Danesa de les Índies Occidentals
  - Costa d'Or Neerlandesa (Guinea Neerlandesa)
  - Establiments Brandenburguesos de la Costa d'Or
  - Establiments Prussians de la Costa d'Or
  - Costa d'Or Portuguesa
  - Colònia de Costa d'Or i Lagos
  - Colònia de Costa d'Or
  - Protectorat dels Territoris del Nord de la Costa d'Or
    - Ashanti o Aixanti, Imperi o Regne
    - Protectorat d'Aixanti
    - Dagomba
    - Gonja
    - Mamprusi
    - Nanumba
    - Nkran (un dels regnes Gã o Gameis)
    - Confederació Fanti o Fante
    - Ahanta
    - Denkyira
    - Akwamu
    - Akim
    - Bono
    - Tekyiman
    - Efutu
    - Oguaa
    - Adansi o Adanse
    - Anlo
- Togo
  - Protectorat alemany de Togo
  - Colònia alemanya de Togo
  - Togo Francès
  - Togo Britànic (Togolàndia)
- Nigèria
  - Protectorat del Golf de Biafra
  - Protectorat del Golf de Benín
  - Protectorat dels Golfs de Biafra i de Benín
  - Protectorat dels Rius de l'Oli
  - Protectorat de la Costa del Níger
  - Protectorat dels Districtes del Níger
  - Companyia Unida Africana
  - Protectorat del Delta del Riu Níger
  - Companyia Reial del Níger
  - Protectorat de Nigèria del Sud
  - Colònia i Protectorat de Nigèria del Sud
    - Abeokuta
    - Aboh
    - Akure
    - Antic Calabar o Old Calabar (Akwa Akpa)
    - Benín
    - Bonny o Ubani (Okolo-Ama)
    - Brass (Nembe)
    - Creek Town (Obioko)
    - Edo o Benín
    - Efon o Efon Alaaye
    - Ibadan
    - Idoani
    - Ijaye
    - Ile Ife (Ioruba)
    - Ilorin
    - Igbessa
    - Ijebu
    - Ijesa o Ilesha
    - Ilorin
    - Itsekiri (Warri)
    - Kalabari
    - Nembe
    - Nou Calabar (Kalabari)
    - Obioko
    - Okolo-Ama (Regne de Bonny o Ubani)
    - Okpe (Okpe-Urhobo)
    - Okpoama
    - Ondo
    - Opobo
    - Osogbo
    - Owo
    - Oyo
    - Tiv
    - Warri (Itsekiri)
    - Wukari

  - Protectorat de Nigèria del Nord
    - Abuja (avui Suleja)
    - Adamawa
    - Agaie
    - Bauchi
    - Bedde (Beda o Bedde)
    - Biu
    - Borgu (abans Bussa i Kaiama)
    - Bornu o Borno
    - Daura
    - Dutse
    - Ebira o Ebiraland
    - Fika
    - Gobir
    - Gombe
    - Gumel
    - Gwandu (emirat fulbe)
    - Gwoza
    - Hadejia o Hadeija
    - Igala
    - Igbirra o Ebira
    - Ijebu
    - Jama'are
    - Jemaa o Jema'a
    - Kano
    - Katagun
    - Katsina
    - Kazaure
    - Kebbi
    - Keffi
    - Kontagora
    - Lafia
    - Lafiagi
    - Lapai
    - Misau
    - Mubi
    - Muri
    - Nasarawa
    - Ningi
    - Nupe (Bida)
    - Potiskum
    - Shonya
    - Sokoto
    - Wase
    - Yawuri o Yauri
    - Zamfara
    - Zaria o Zazzau

  - Establiments Britànics de l'Àfrica Occidental
  - Colònia de Costa d'Or i Lagos
  - Colònia de Lagos
    - Territori de Lagos

  - Protectorat de Lagos (Protectorat de Iorubalàndia)
  - Colònia i Protectorat de Nigèria
  - Federació de Nigèria
- Camerun
  - Ambas Bay
  - Àfrica Nord-Occidental Alemanya
  - Camerun Alemany
    - Nou Camerun

  - Camerun Francès o Camerun Oriental
  - Camerun Britànic o Camerun Occidental
    - Camerun del Nord (Bamenda)
    - Camerun del Sud

  - Bamun
  - Bimbia
  - Mandara
  - Rey Bouba
- Senegal
  - Saint Louis
  - Gorée
  - Companyia Normanda del Senegal
  - Companyia Francesa del Cap Verd i el Senegal
  - Companyia Francesa de les Índies Occidentals
  - Companyia Francesa del Senegal
  - Companyia Francesa d'Àfrica
  - Companyia Francesa de Guinea
  - Companyia de Rouen
  - Companyia Francesa de les Índies Orientals
  - Senegàmbia Britànica
  - Colonia del Senegal
  - Àfrica Occidental Francesa
  - Colònia i Protectorat del Senegal
  - Futa Toro
  - Futa Djalon
  - Jolof
  - Cayor
  - Bawol
  - Waalo
  - Bundu
  - Sine
  - Saloum
  - Khasso (Xaaso)
- Mauritània
  - Arguin
  - Protectorat de Mauritània
  - Colònia de Mauritània
  - Adrar
  - Emirat de Brakna
  - Emirat de Tagant
  - Emirat de Trarza
- Mali
  - Territori de l'Alt Senegal
  - Sudan Francès
  - Àfrica Occidental Francesa
  - Alt Senegal i Níger (territori dins de Senegal)
  - Senegàmbia i Níger
  - Alt Senegal i Níger (colònia separada de Senegal)
  - Macina
  - Ségou
  - Kaarta (Imperi Bambara)
  - Estat de la Tijaniyya o Imperi Tuculor
  - Kenedugu
  - Wassulu (Imperi de Samori o Imperi Manding)
- Guinea
  - Establiments dels Rius del Sud
  - Territori dels Rius del Sud
  - Colònia dels Rius del Sud
  - Guinea Francesa
  - Àfrica Occidental Francesa
- Costa d'Ivori
  - Fort Saint-Louis (Assinié)
  - Grand Bassam
  - Fort Nemours
  - Sanwi
  - Fort Joinville
  - Gorée i Dependències
  - Establiments Francesos de la Costa d'Or (Costa d'Or Francesa)
  - Colònia de Costa d'Ivori-Gabon
  - Establiments Francesos de la Costa d'Ivori
  - Territori de la Costa d'Ivori
  - Colònia de la Costa d'Ivori
  - Protectorat de la Costa d'Ivori
  - Àfrica Occidental Francesa
- Benín
  - Fort William (Ouidah)
  - Saint Louis (Ouidah)
  - Protectorat de Porto Novo
  - Protectorat de Cotonou
  - Establiments Francesos del Golf de Benín
  - Ouidah (Wyddah)
  - Colònia de Porto Novo
  - Protectorat de Dahomey
  - Colònia de Dahomey
  - Àfrica Occidental Francesa
  - Dahomey i Dependències
  - São João Baptista de Ajudá
  - Agwe (Ewe)
  - Ajache Ipo (Porto Novo)
  - Alada o Allada
  - Abomey (regne de Dahomey)
  - Dassa
  - Fitta (Estat mahdista)
  - Gouandé o Gwande
  - Ketu (Kétou)
  - Kouandé o Kwande
  - Nikki
  - Parakou
  - Savi Hweda
- Burkina Faso
  - Protectorat de l'Alt Volta
  - Alt Senegal i Níger
  - Colònia de l'Alt Volta
  - Àfrica Occidental Francesa
  - Territori de l'Alt Volta
- Níger
  - Territori Militar de Zinder
  - Territori Militar del Níger
  - Territori del Níger
  - Colònia del Níger
  - Damagaram
  - Songhai (Songhay)
  - Aïr
- Guinea Bissau
  - Guinea del Cap Verd
  - Rius de la Guinea del Cap Verd (Cacheu)
    - Capitania de Cacheu
    - Capitania de Bissau

  - Cap Verd i Costa de Guinea
    - Costa de Guinea

  - Bolama
  - Guinea Portuguesa
  - Província ultramarina de Guinea
- Cap Verd
  - Colònia de Cap Verd
  - Cap Verd i Costa de Guinea
    - Illes de Cap Verd

  - Província ultramarina de Cap Verd
- Santa Helena
  - Ascension
  - Tristan da Cunha
    - Gough
- Maurici
  - Colònia holandesa de Maurici
  - Colònia de l'Illa de França
  - Colònia de les Illes Mascarenyes
  - Colònia francesa de les Índies Orientals
  - Colònia britànica de Maurici
    - Rodrigues
    - Agalega
    - Cargados (Saint Brandon)
- Illa de la Reunió
  - Île Saint Paul
  - Colònia de l'Illa Borbó
  - Illa Bonaparte
  - Colònia francesa de l'illa de la Reunió
- Terres Australs i Antartiques Franceses
  - Kerguelen
  - Illa Sant Pau
  - Illa Amsterdam o Nova Amsterdam
  - Illes Crozet
  - Illes Esparses de l'Oceà Índic (Illes Disperses de l'Ocèa Índic)
    - Illes Glorioses
    - Illa de Tromelin
    - Juan de Nova
    - Illa Europa
    - Bassas da Índia
- Seychelles
  - Illes Exteriors de Seychelles
    - Farquhar
      - Illes de la Providència

    - Aldabra
    - Illes Almirall
      - Desroches

    - Coetivy i Platte
    - Alphonse

  - Índies Orientals Franceses
  - Colònia britànica de les Seychelles
- Territori Britànic de l'Oceà Índic (BIOT)
  - Chagos (Illes de l'Oli)
    - Diego Garcia

  - Peros Banhos
  - Atol Salomó
  - Atol Egmont
- Heard i Mac Donald
  - Heard
  - Mac Donald
- Comores
  - Sultanat d'Anjuan o Anjouan
  - Sultanat de Gran Comora o Sultanat de Grande Comore
  - Sultanat de Mohéli
  - Territori de les Comores
- Mayotte
  - Sultanat de Mayotte
  - Mayotte (1841-1886)
  - Mayotte i dependències (colònia)
- Madagascar
  - Imerina
  - Sakalava
  - Antakarana
  - Fort Dauphin
  - Nossi-Bé
  - Colònia de Diego-Suárez
  - Santa Maria de Madagascar
  - Protectorat de Madagascar
  - Colònia de Madagascar
  - Colònia de Madagascar i dependències
  - Tamatave (Betsimisaraka)